# Arsenio Mármol
Arsenio Mármol (Buenos Aires, Argentina; 13 de marzo de 1901- Idem; 19 de junio de 1956) fue un conductor y guionista radioteatral, periodista, poeta, director de teatro y compositor argentino; autor de sainetes, grotescos y comedias costumbristas; creó el radioteatro Estampas Porteñas.

## Carrera
Mármol fue junto al autor Carlos Schaefer Gallo, uno de los referentes más destacados durante las primeras décadas del siglo XX. Fue uno de los exclusivos libretistas y directores de radioteatros de Radio Belgrano (antes Radio Nacional) durante los años 1930 y 1940 a las 22 h. Creó el famoso radioteatro Estampas porteñas por donde pasaron artistas del momento como María Luisa Notar, Margarita Solá, Mary Lewis, Enrique Roldán, Pedro Fiorito, Eduardo París, Antonio Martínez, Alfredo Arrocha, Julia Giusti, Olga Montes, Albo Argentino Uriarte, Máximo Orsi, Yaya Suárez Corvo, Ricardo Ruiz, Enrique Sáenz, Lucha Sosa, Blanca del Prado, Nelly Prince, Elena Lucena y Marta Peña. 
En la década de 1940 sufrió la censura por parte de Eva Duarte quien intentó desplazar el programa para ocuparlo con un radioteatro suyo. Mármol hablo con el coronel Juan Domingo Perón y lo repuso. En la lista negra en la que se prohibía la posibilidad de actuar en alguna radioemisora estaban Carlos A. Taquini, Bernabé Ferreyra, Libertad Lamarque, Niní Marshall, Luisa Vehil, Pedro Quartucci, Santiago Gómez Cou, Francisco de Paula y Horacio Torrado.
Durante 1933 hubo cuatro compañías radioteatrales de gran éxito: Las de Mastandrea (integrado por Raquel Notar, Máximo Orsi, Mecha Caus y Juan M. Velich), la de González Pulido, Casares Pearson-Ángel Walk y la de Mármol.
Con su conjunto teatral también llamado Estampas Porteñas, hizo giras por provincias como Córdoba, Santa Fe, San Luis y  San Juan. Presentó piezas como El romance de Amalia, adaptación de la novela de José Mármol, La casa maldita y Sangre y nieve.
En el Teatro Apolo estrenó la obra En el tiempo que había guapos con "Compañía Argentina de Espectáculos Cómicos", formado por Gregorio Cicarelli, Tito Lusiardo y su esposa Delia Codebó, Juan Dardés, José Tinelli con su orquesta, Leonor Rinaldi, el debut de Perla Santalla y el cantor Enzo Valentino.
Junto a Eusebio Giorno escribieron un vals Severa Villafañe.
Fue burlado de manera inofensiva por la genial actriz cómica Niní Marshall en el Romance de Mazosquero de Epaminondas López.
Falleció a los 55 años de una dura enfermedad el 19 de junio de 1956.

## Composiciones
- Unitaria (colaboración), interpretada por Alberto Castillo
- Severa Villafañe (con música de Eusebio Giorno.

## Radioteatro
- 1934: Estampas porteñas: La mariposa negra.
- 1934: Estampas porteñas: La última plegaria.

## Teatro[7]
Como autor:
- ¡Que no lo sepa Nicola! (1950), bajo la compañía de comedia de Pepe Ratti junto con Tino Tori, María Esther Paonessa, Cristina Valmar y Antonia Volpe.[8]
- Allá en los tiempos del jopo (1949)
- Entre goles y milongas (1948)
- En el tiempo que había guapos (Romance del 900) (1947)
- En el tiempo que había guapos (1947), llevada al teatro con Leonor Rinaldi.
- El romance de Amalia (1943).
- Y el gringo se dió el gustazo (1936).
- Sangre y nieve (1936)
- La casa maldita (1935)
- Milanesa
- El Dr. Chichirinela

## Fragmento del valsSevera Villafañe
"Tenía los ojos cargados de bruma

los labios más rojos que el mismo coral,

su piel parecía bañada de espuma,

y en sus bucles rubios brilla un trigal...

(...)
le prestó la lunas sus rayos de plata

para encargarla de armiño y albor,
 
y escuchó en la notas de la serenata

la dulce promesa de un beso de amor...

flor inmaculada del suelo riojano

que en el terciopelo de su fina piel,

descargó sus rabias el feroz tirano

y cayó el zarpazo de su garra cruel."